# Rai 2
Rai 2 este un canal italian al RAI.